# Berg, Luxemburg
Berg (franska) (luxemburgiska: Bierg lyssna (fil), tyska: Berg) är en ort i kantonen Grevenmacher i östra Luxemburg. Den är huvudort i kommunen Betzdorf och ligger cirka 18,5 kilometer nordost om staden Luxemburg. Orten har 338 invånare (2022).